# Chester, Arkansas
Chester är en ort i Crawford County i delstaten Arkansas, USA.